# Infotainmentsystem

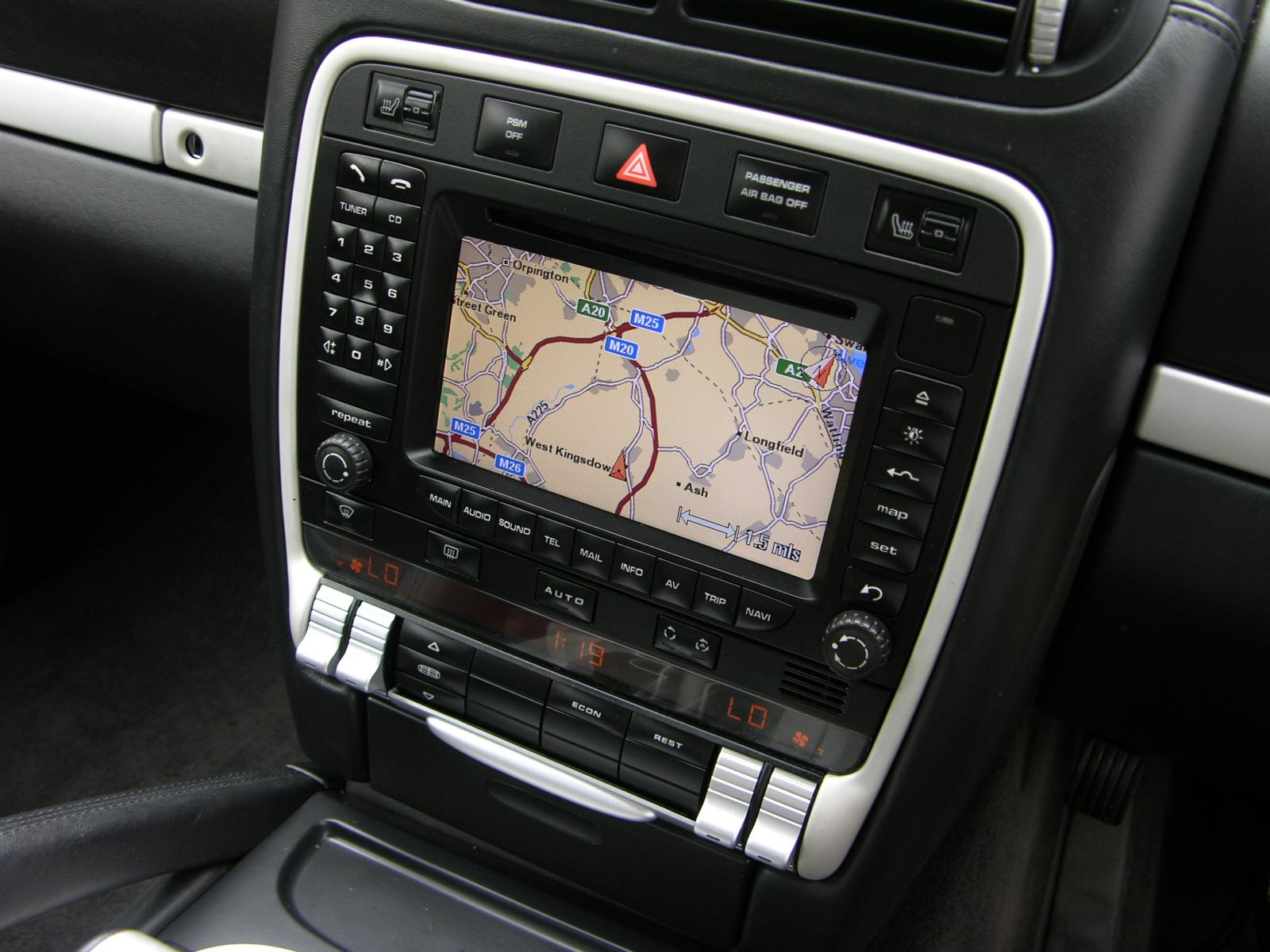
Infotainmentsystem

Ein Infotainmentsystem bezeichnet bei Kraftfahrzeugen, speziell PKW, die Zusammenführung von Autoradio, Navigationssystem, Freisprecheinrichtung, Fahrerassistenzsysteme und weiterer Funktionen in einer zentralen Bedieneinheit. Der Begriff Infotainment ist ein Kofferwort aus Information und Entertainment (Unterhaltung).
Die Abgrenzung zum Bordcomputer ist unscharf. Während der Bordcomputer meist im Kombiinstrument integriert ist und primär Fahrtdaten anzeigt, befindet sich der größere Bildschirm des Infotainmentsystems in der Fahrzeugmitte. Das System kann dadurch auch vom Beifahrer bedient werden.
Infotainmentsysteme werden etwa seit dem Jahr 2000 für Fahrzeuge der Oberklasse und oberen Mittelklasse angeboten. Inzwischen halten sie auch in niedrigeren Fahrzeugkategorien Einzug. Da die Systeme eng mit der Automobilelektronik und der Innenausstattung verbunden sind, werden sie von den Herstellern individuell für ihre Modelle angeboten und mit eigenen Bezeichnungen vermarktet.

## Komponenten

### Haupteinheit (Head Unit)
Auf den Hauptplatinen der Haupteinheit (Head Unit) finden sich wie in einem PC SDRAM-Bausteine und eine CPU. Hinzu kommen DSPs oder ein FPGA für Audioaufbereitung, MP3-Decodierung und Grafikberechnung für 2D-Effekte. Für die Navigation ist oftmals ein GPS-Empfänger eingebaut. Das Tachometer und andere Komponenten sind über den CAN-Bus angebunden, weitere Audio-Komponenten wie CD-Wechsler und Verstärker werden über den MOST-Bus oder Ethernet erreicht. Das Betriebssystem ist meist eines der etablierten Anbieter im Industrieelektronikbereich (→ eingebettetes System) wie QNX oder VxWorks. Immer häufiger wird auch ein plattformunabhängiges Service-Framework (OSGi, auf Java-Basis) verwendet, um hersteller- und modellübergreifend die einfache Verwaltung und Aktualisierung der Software zu ermöglichen.

### Bildschirm (Display)
Ein Flachbildschirm (engl. „Display“) in der Mittelkonsole ersetzt unter anderem die Anzeigen für Radio, Klimaanlage und Navigation. Manche Head Units haben auch einen zweiten Bildschirm im Kombiinstrument sowie ein Head-up-Display für den Fahrer. Einige Head Units steuern weitere Bildschirme in den Rückenlehnen von Fahrer und Beifahrer an, die meist der Unterhaltung der Fondpassagiere durch die Anzeige von Videoquellen dienen (engl. „Rear Seat Entertainment“).

### Bedienungselemente
Die Bedienung des Systems erfolgt auf unterschiedliche Weise. Üblicherweise gibt es mehrfach belegte Tasten und Drehknöpfe in der Nähe des Bildschirms.
Hinzu kommen je nach System
- Tasten am Lenkrad
- Räumlich abgesetzter Bedienknopf auf der Mittelkonsole
- Touchscreen
- Sprachsteuerung
- Gestensteuerung

Viele Hersteller verfolgen einheitlich ein Fernbedienungskonzept. Das bedeutet, dass die Bedienelemente räumlich vom Bildschirm abgesetzt auf der Mittelkonsole angeordnet werden. Diese Trennung erlaubt es, den Bildschirm in einem günstigen Blickbereich nahe der Frontscheibe anzuordnen und die Bedienelemente in einem leicht erreichbaren Greifraum zu positionieren. Da bei vielen Oberklassewagen eine Fülle an möglicher Ausstattung zur Verfügung steht, wird der Fahrer mit einer wachsenden Anzahl von Knöpfen und Schaltern konfrontiert. Durch die Verwendung einer zentralen Anzeige- und Bedieneinheit entfallen diese, die Funktionen werden über ein einziges menübasiertes System gesteuert.

### Laufwerke und Schnittstellen
Für die Kartendaten des Navigationssystems und Firmware-Aktualisierungen verfügt das System über verschiedene Schnittstellen.
Außerdem können über die Schnittstellen auch Musikdaten (mp3) eingelesen werden.
Beispiele für separate Funktionseinheiten:
- Ein DVD-Laufwerk nimmt Audio-CDs und Audio/Video-DVDs auf.
- SD-Kartenleser
- USB-Anschluss (Häufig im Handschuhfach oder Mittelkonsole)
- Bluetooth
- WLAN
- Mobiles Internet
- Festplatte

## Funktionen
Grundfunktionen fast aller Infotainmentsysteme sind
- Autoradio (RDS, DAB)
- CD-Player (auch abgesetzt)
- Navigationssystem
- Freisprecheinrichtung
- Anzeige von Staumeldungen TMC

Darüber hinaus werden mittlerweile angeboten
- Fahrerassistenzsysteme (nur Bedienfunktionen)
- Konfiguration des Fahrzeugs
- DVD-Player (Nur im Stand, oder auf Monitoren im Fond)
- Mobilkommunikation
  - SMS
  - E-Mail
  - Telefonauskunft
  - Nachrichten- und Wetterdaten
  - Kalenderfunktionen